# Bécsi szelet
A tradicionális bécsi szelet (németül Wiener Schnitzel; magyarul „vínersnicli” néven is ismeretes) a bécsi konyha közismert, 3-4 milliméter vastagságúra kivert, borjúhúsból (borjúdió, frikandó, felsál vagy alaposan megtisztított lapocka) készített, panírozott húsétele (Wiener Schnitzel vom Kalb). Amennyiben Bécsben a zsemlemorzsával panírozott ételt sertéshúsból készítik, akkor a hivatalos neve Schnitzel nach Wiener Art, azaz szelet bécsi módra, illetve „Wiener Schnitzel vom Schwein“. Manapság gyakran előfordul a "Putenschnitzel" is, ami pulykamellfiléből készülő bécsi szelet.

## Eredete

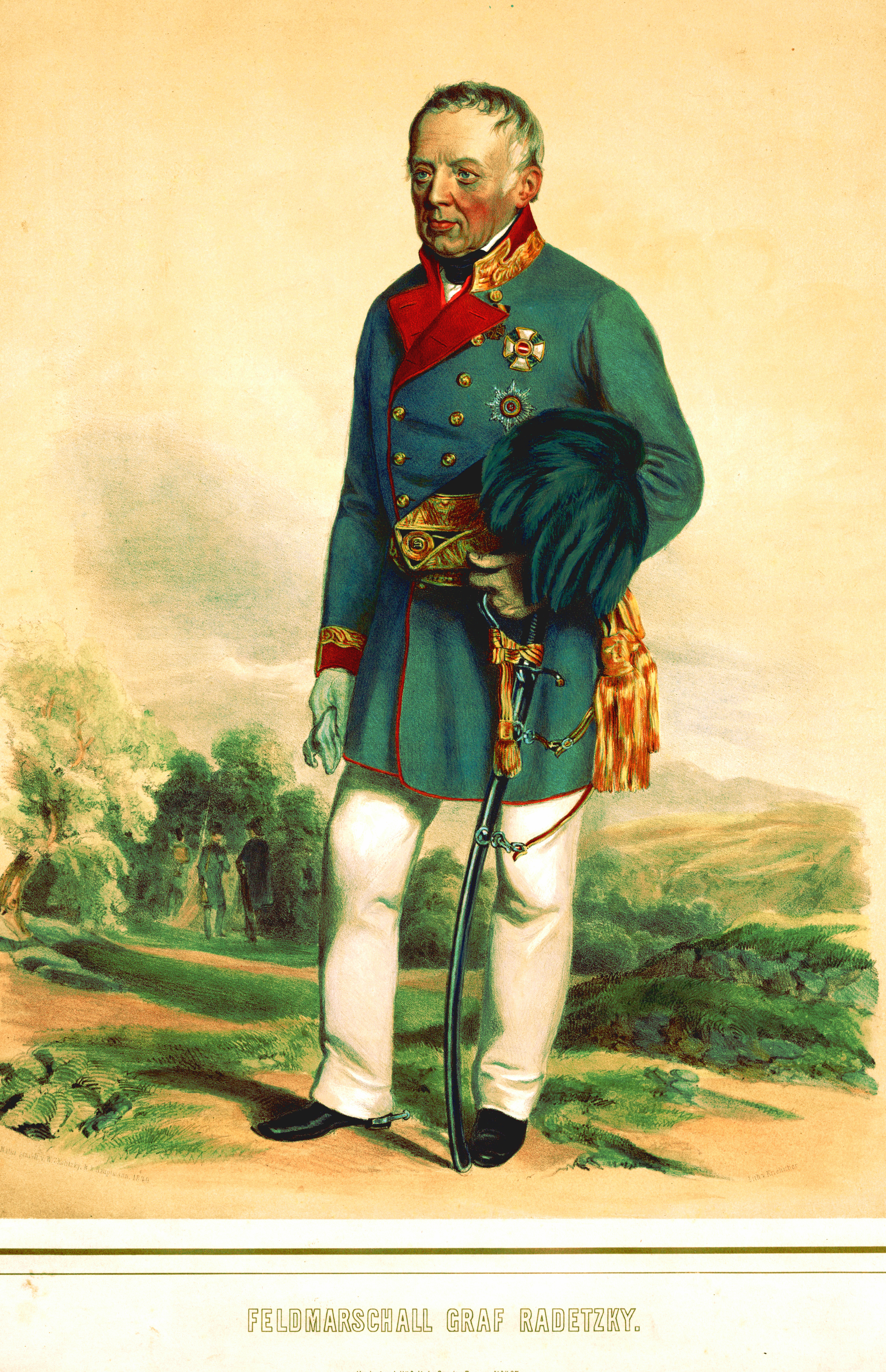
A legenda szerint Joseph Wenzel Radetzky tábornagy által került 1857-ben Lombardiából Bécsbe a Milánóban csontos borjúkarajból készített Cotoletta alla milanese receptje, amelyből ezt követően az osztrák fővárosban létrejött a világhírű bécsi szelet, a Wiener Küche egyik legismertebb fogása

Kutatások szerint a bundázott sült már a középkori spanyol szakácskönyvekben is szerepelt chuleta andaluza elnevezéssel. A mórok 1491-es kiűzése után a keresztény kézre került Andalúziában a helyi konyha ragaszkodott az ürühús hagyományos arab elkészítési módjához, a hús – lisztben, felvert tojáslében és kenyérmorzsában megforgatott – aranyszínűre történő kisütéséhez. A hús „aranyozása” hosszú ideig divatban volt a bizánci udvarban, ahol valódi aranyporral vonták be a hússzeleteket. A mórok terjesztették el a szokást Andalúziában, amit onnan vettek át az itáliai fényűző udvarok. 1476-ban Benedetto Salutati firenzei bankár aranyporba forgatott mandulás kalácsot szolgáltatott fel azon a lakomán, melyet a nápolyi király tiszteletére adott. Így került a panírozás szokása Milánóba is, onnan pedig a bécsi udvarba. Újabban arannyal borított ételeket is kínál néhány étterem.
A panírozott borjúhúsból készült sült, a Kalbsschnitzel első leírása egy 1884-ben kiadott szakácskönyvben szerepel. Katharina Prato 1907-ben kiadott nevezetes délnémet szakácskönyve a Die süddeutsche Küche „zsemlemorzsás borjúszelet”-ként említi. Egyes, nem bizonyított feltételezések szerint az étel a csontos borjúkarajból készült északolasz cotoletta alla milanese (it) receptjéből származtatható, amelynek elkészítési módja a 15. század folyamán juthatott el Bécsbe. A 19. században osztrák szakácskönyvekben „aranyozott karaj” néven jelent meg a panírozott milánói szeletet, melynek bundájában ekkor még reszelt parmezán sajt is szerepelt. Egy osztrák szakácskönyvben jelent meg az a tipp, hogy a panír ropogósabb lesz, ha kevés olvasztott zsírt kevernek a felvert tojáshoz, amelybe újabban egy kevés tejszínhabot is belekevernek.
Egy másik elmélet szerint Radetzky tábornagy által került 1857-ben Lombardiából Bécsbe. Ez az elmélet elsőként egy olasz gasztronómiai kiadványban, az 1969-ben kiadott Guida gastronomica d'Italia-ban, illetve annak 1971-ben németül is kiadott változatában jelent meg, miszerint Radetzky tábornagy Ferenc Józsefnek küldött lombardiai helyzetjelentésében említést tett az ízletes borjúszeletről, a costoletta-ról is. „A milánói konyhának van egy igazi nagy különlegessége: borjúszelet tojásba forgatva, panírozva, vajban megsütve”.  Radetzky hazatérését követően pedig személyesen adta át annak receptjét a császárnak. Heinz Dieter Pohl osztrák nyelvész szerint azonban ez az elméletet sem helytálló, mivel csupán egy kitalált anekdotán alapszik, melyet más források nem támasztanak alá. Sőt még az anekdotában szereplő, a Radetzky-jelentést Bécsbe juttató bizonyos Attems gróf kiléte is teljesen megalapozatlan.
Ezenkívül a nyelvész kétségbe vonja a bécsi szelet (németül Wiener Schnitzel) olasz származásának elméletét is, szerinte ugyanis más átvett ételek esetében az osztrák konyha mindig megtartotta annak eredeti, illetve német írásmód szerinti elnevezését, mint például a Gulasch esetében. A nyelvész rámutatott arra, hogy a bécsi konyha már korábban is ismerte a panírozott, zsírban kisütött húsételeket, többek között a nevezetes Backhendl (magyarul rántott csirke) receptjét már egy 1719-ben kiadott szakácskönyv is említi.

## Galéria

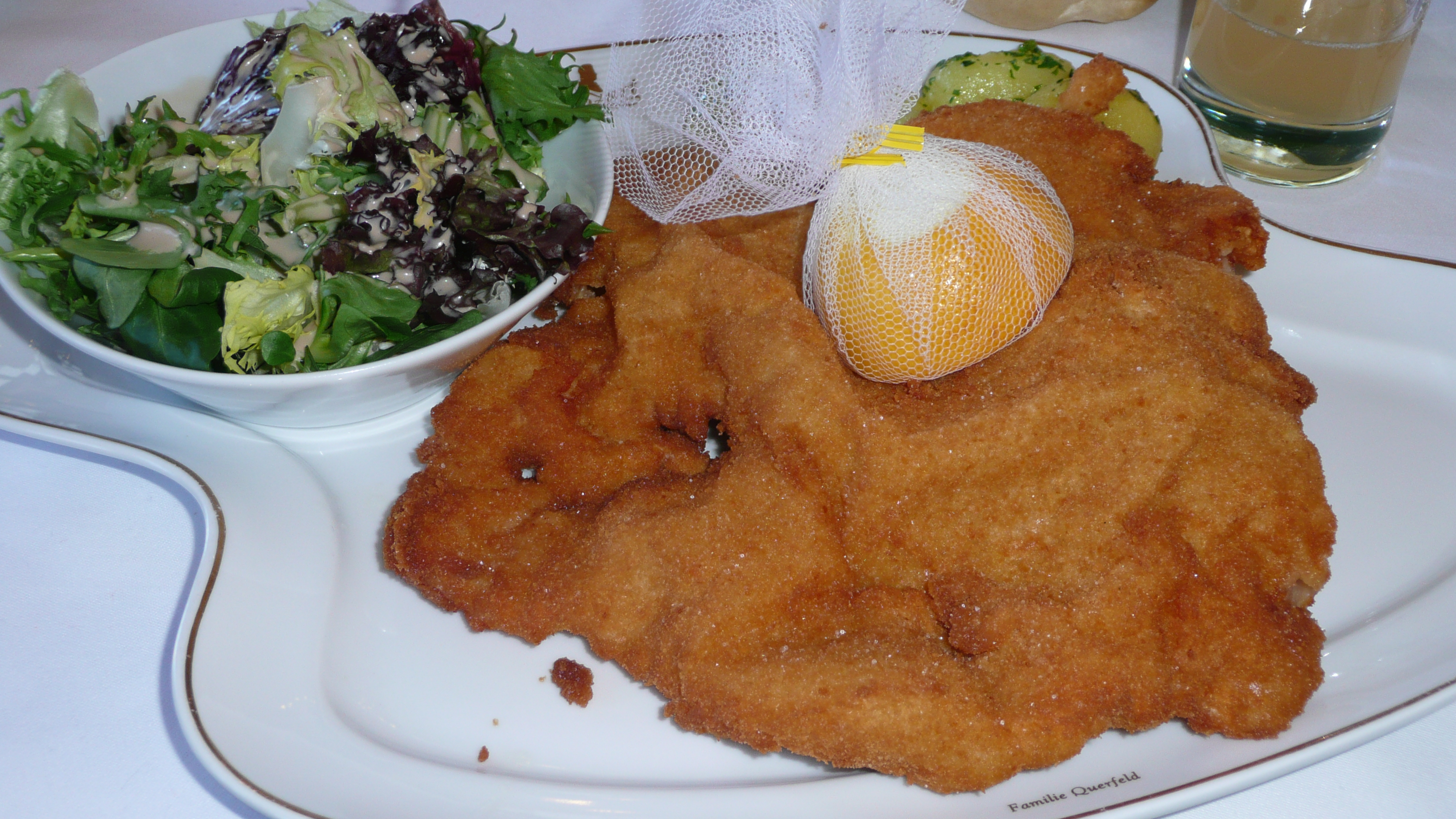
Bécsi szelet (Wiener Schnitzel)
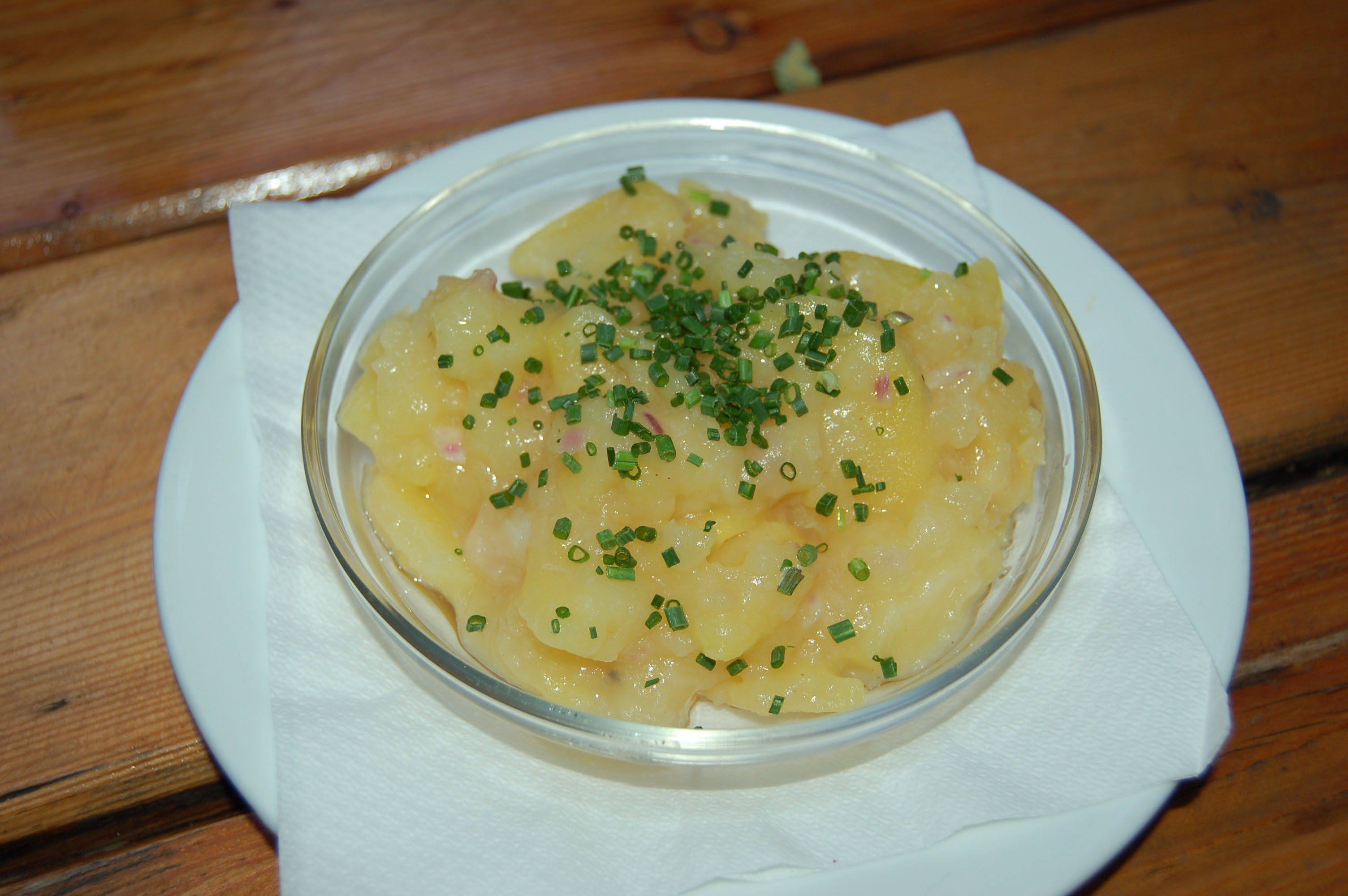
A Bécsi szelet tradicionális körete a burgonyasaláta (Erdäpfelsalat)
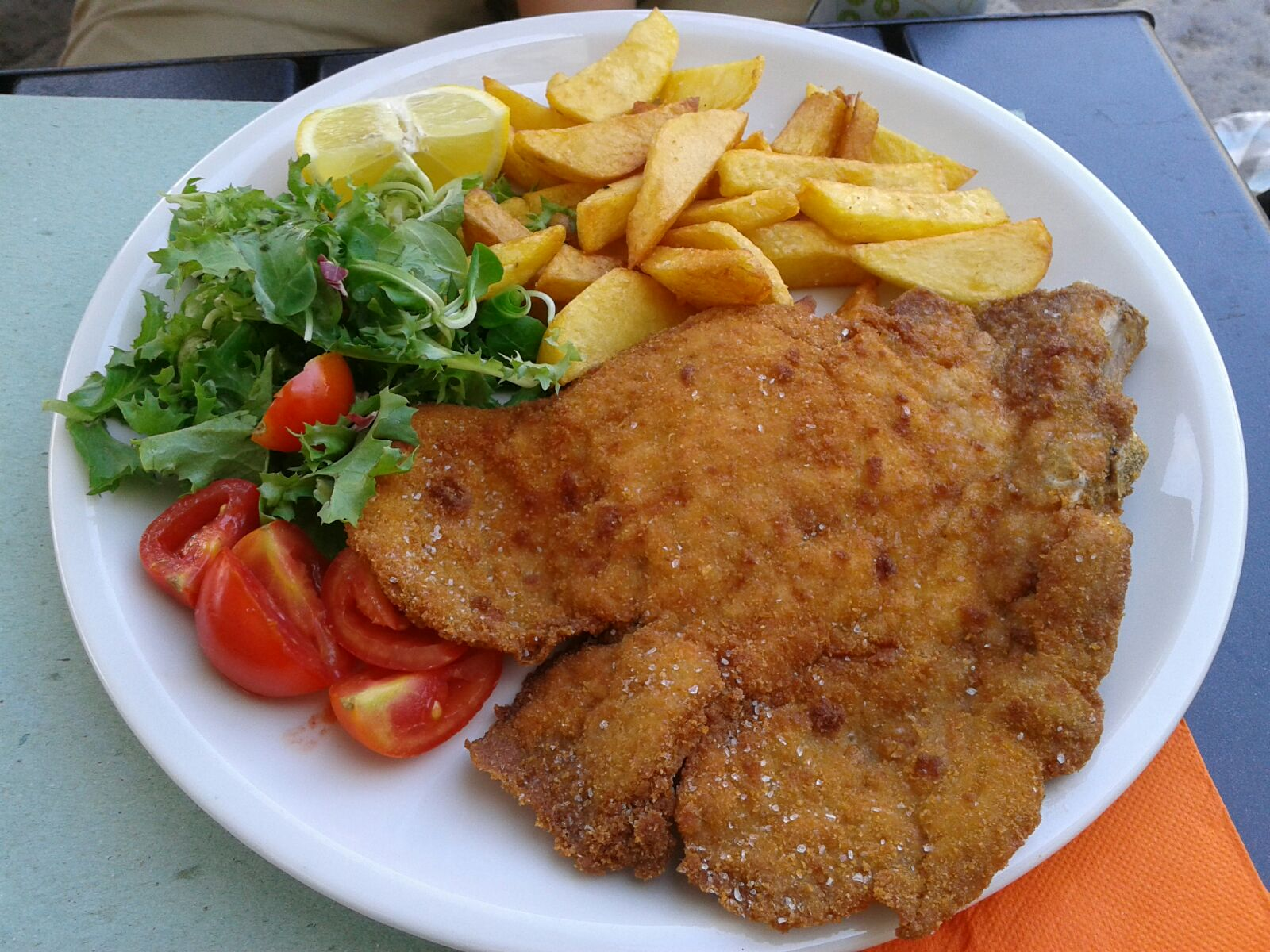
Az olasz Cotoletta alla milanese
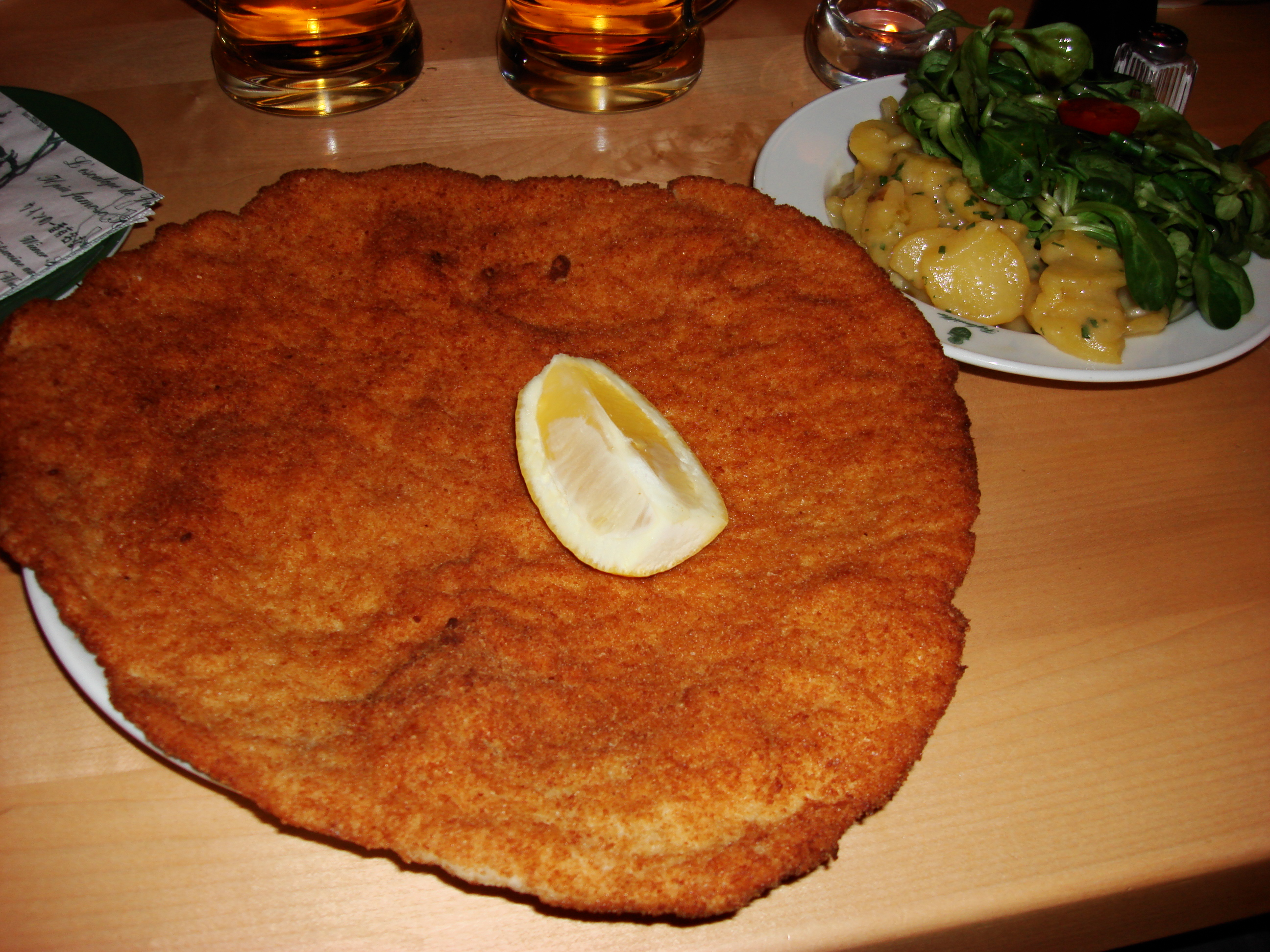
Sertés szűzpecsenyéből készült bécsi Figlmüller Schnitzel
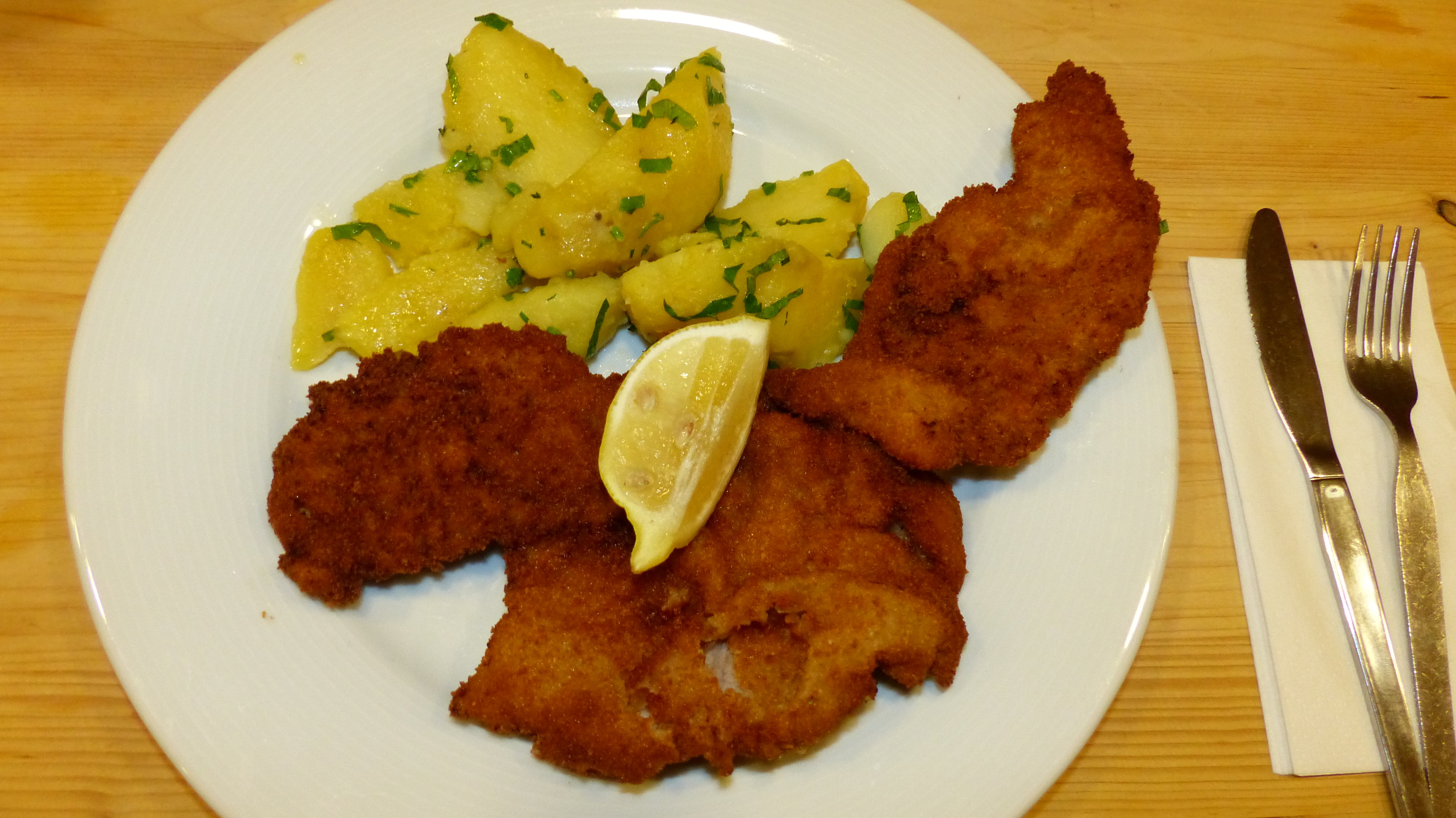
Bécsi szelet petrezselymes burgonyával